# Сиробаба, Яков Яковлевич
Яков Яковлевич Сиробаба (05.10.1919 — 3.05.2009) — советский ученый в области радиолокации, теории измерений параметров движения ракет и спутников, систем спутниковой связи. Лауреат Государственной премии СССР.

## Биография
Родился в селе Черкасское Славянского района Донецкой области.
До войны окончил четыре курса Московского энергетического института. С октября 1941 по 1944 год — слушатель Ленинградской военно-воздушной инженерной академии.
Во время войны — участник организации применения радиосредств возвращения самолётов на аэродромы при проведении Орловско-Курской операции, создания системы точного самолётовождения и бомбометания «Рым».
С июля 1944 — помощник ведущего инженера отдела радионавигации, с марта 1947 начальник отделения радионавигации, а с января 1951 — начальник отделения импульсных средств точного наведения и бомбометания отдела самолётных и наземных средств радионавигации Управления испытаний техники спецслужб Государственного научно-испытательного института ВВС.
С мая 1953 — на преподавательской работе в Харьковском высшем авиационно-инженерном училище: зам. начальника кафедры авиационной радионавигации, с марта 1954 — начальник кафедры радиотехнических средств самолётовождения.
С сентября 1960 — начальник кафедры № 35 Харьковского высшего командно-инженерного училища (Ракетные войска). С июня 1968 — начальник 3-го Управления филиала НИИ-4 МО. С декабря 1971 — заместитель начальника по научной части и измерениям КИК ГУКОС (ныне ГИЦИУ КС), возглавлял Главную оперативную группу управления станцией «Салют-2» («Алмаз»), находившейся в космосе в апреле-мае 1973 года. С августа 1973 — заместитель начальника по испытаниям и научной работе.
В июне 1975 — уволен с военной службы, работал в Московском институте приборной автоматики (МНИИПА), с 1982 — в Московском НИИ радиосвязи. С 1987 — главный конструктор проекта СКБ «Агрокомпьютер». С 1999 — старший научный сотрудник ГИЦИУ КС.
Автор 146 научных работ, в том числе 39 монографий, 13 изобретений, подготовил 18 кандидатов наук. Один из создателей автоматизированного космического Командно-измерительного комплекса.
Умер 3 мая 2009 года в Москве, похоронен на Троекуровском кладбище.

## Награды
Лауреат Государственной премии СССР (1981), доктор технических наук (1966), профессор (1967), почетный член Академии космонавтики им. К. Э. Циолковского (1995), Почетный радист СССР (1952).
Награждён орденами Красной Звезды (1956), «Знак Почета» (1961), Отечественной войны 2 ст. (1985), «За службу Родине в Вооруженных Силах СССР» 3 ст. (1975) и медалями.